# Théophile Lepage
Théophile Lepage (* 24. März 1901 in Limbourg; † 1. April 1991 in Verviers) war ein belgischer Mathematiker.

## Leben und Wirken
Lepage besuchte das Athenäum in Arlon und studierte anschließend an der Universität Lüttich. 1924 schloss er das Studium ab und ging 1925 nach Paris an die École normale supérieure. In Paris besuchte er unter anderem Vorlesungen von Paul Montel. Nach seiner Rückkehr war er ab 1926 Assistent an der Universität Lüttich. 1929 wurde er an der Freien Universität Brüssel (ULB) mit der Schrift Sur les propriétés invariantives des covariants symétriques gauches bei Théophile de Donder promoviert und übernahm ab 1931 eine umfangreiche Lehrtätigkeit auf verschiedenen Gebieten der Algebra und Analysis an der ULB. Er wirkte vier Jahrzehnte an der ULB und wurde 1934 zum Professor ernannt.
Lepage arbeitete insbesondere über partielle Differentialgleichungen (Monge-Ampère'sche Differentialgleichung) und über geodätische Felder in der Variationsrechnung, wobei er hier an Arbeiten von Constantin Carathéodory und Hermann Boerner anknüpfte.
1948 wurde er korrespondierendes und 1956 volles Mitglied der Académie royale des Sciences, des Lettres et des Beaux-Arts de Belgique. Für das Jahr 1963 wurde er zum Präsidenten der Akademie gewählt.
Von 1949 bis 1951 war er Präsident der Belgischen Mathematischen Gesellschaft.
1936 war er eingeladener Vortragender (Invited Speaker) auf dem Internationalen Mathematikerkongress in Oslo.
Der Asteroid (2795) Lepage wurde nach ihm benannt.